# Episodi di Tales of Wells Fargo (quinta stagione)
La quinta stagione della serie televisiva Tales of Wells Fargo è andata in onda negli Stati Uniti dal 5 settembre 1960 al 10 luglio 1961 sulla NBC.
| nº | Titolo originale             | Prima TV USA      |
| -- | ---------------------------- | ----------------- |
| 1  | Day of Judgment              | 5 settembre 1960  |
| 2  | Angry Town                   | 12 settembre 1960 |
| 3  | Doc Dawson                   | 19 settembre 1960 |
| 4  | The Kinfolk                  | 26 settembre 1960 |
| 5  | A Study in Petticoats        | 17 ottobre 1960   |
| 6  | All That Glitters            | 24 ottobre 1960   |
| 7  | Run for the River            | 7 novembre 1960   |
| 8  | Leading Citizen              | 14 novembre 1960  |
| 9  | The Killing of Johnny Lash   | 21 novembre 1960  |
| 10 | The Wade Place               | 28 novembre 1960  |
| 11 | Jeff Davis' Treasure         | 5 dicembre 1960   |
| 12 | The Bride and the Bandit     | 12 dicembre 1960  |
| 13 | Escort to Santa Fe           | 19 dicembre 1960  |
| 14 | Frightened Witness           | 26 dicembre 1960  |
| 15 | The Border Renegade          | 2 gennaio 1961    |
| 16 | Captain Scoville             | 9 gennaio 1961    |
| 17 | The Has-Been                 | 16 gennaio 1961   |
| 18 | Town Against a Man           | 23 gennaio 1961   |
| 19 | The Barefoot Bandit          | 30 gennaio 1961   |
| 20 | The Hand That Shook the Hand | 6 febbraio 1961   |
| 21 | That Washburn Girl           | 13 febbraio 1961  |
| 22 | The Diamond Dude             | 27 febbraio 1961  |
| 23 | A Show from Silver Lode      | 6 marzo 1961      |
| 24 | Fraud                        | 13 marzo 1961     |
| 25 | Stage from Yuma              | 20 marzo 1961     |
| 26 | Prince Jim                   | 27 marzo 1961     |
| 27 | The Remittance Man           | 3 aprile 1961     |
| 28 | The Jealous Man              | 10 aprile 1961    |
| 29 | Something Pretty             | 17 aprile 1961    |
| 30 | Lady Trouble                 | 24 aprile 1961    |
| 31 | Moment of Glory              | 1º maggio 1961    |
| 32 | The Lobo                     | 8 maggio 1961     |
| 33 | Rifles for Red Hand          | 15 maggio 1961    |
| 34 | Gunman's Revenge             | 22 maggio 1961    |
| 35 | The Repentant Outlaw         | 29 maggio 1961    |
| 36 | A Quiet Little Town          | 5 giugno 1961     |
| 37 | Bitter Vengeance             | 12 giugno 1961    |
| 38 | John Jones                   | 19 giugno 1961    |
| 39 | The Dowry                    | 10 luglio 1961    |

## Day of Judgment
- Prima televisiva: 5 settembre 1960

### Trama
- Guest star: John Dehner (Cather), John Lupton (Eli Fisher), Doris Dowling (Verna), Kit Carson (uomo)

## Angry Town
- Prima televisiva: 12 settembre 1960

### Trama
- Guest star: Guy Wilkerson (Zeb), Paul Fix (Doc Howard), Paul Birch (Breck), Edith Evanson (Maude)

## Doc Dawson
- Prima televisiva: 19 settembre 1960

### Trama
- Guest star: Edgar Buchanan (Doc Dawson), Don Haggerty (Joe Haynes), Douglas Spencer (sceriffo)

## The Kinfolk
- Prima televisiva: 26 settembre 1960

### Trama
- Guest star: Richard Jaeckel (Len Lassiter), Dan Riss (Brian Lassiter), Robert Burton (Amos), Logan Field (Tom), Sonya Wilde (Polly), John Halloran (Will)

## A Study in Petticoats
- Prima televisiva: 17 ottobre 1960

### Trama
- Guest star: Chris Alcaide (Partridge), Paul Genge (agente), Diane Jergens (Stephanie), Whitney Blake

## All That Glitters
- Prima televisiva: 24 ottobre 1960

### Trama
- Guest star: Ken Lynch (Joe Brass), Barbara Stuart (Meg), Robert P. Lieb (Sam), Ron Harper (Dan), Donna Corcoran (Helen)

## Run for the River
- Prima televisiva: 7 novembre 1960
- Diretto da: Gene Fowler, Jr.
- Scritto da: Peter Germano

### Trama
- Guest star: Ron Hayes (Ira Kyle), Bruce Gordon (Carl Orleans), John Damler (Marshal Fred Haig), William Boyett (Burt), Forrest Taylor (Pop Kyle), Ann Morrison (Nora Benson), Ingeborg Kjeldsen (Lily)

## Leading Citizen
- Prima televisiva: 14 novembre 1960

### Trama
- Guest star: Wesley Lau (Morgan Bates), Robert Carricart (Coley Davis), Robert Middleton (Bodie Seaton), Carol Ohmart (Lydia Canfield)

## The Killing of Johnny Lash
- Prima televisiva: 21 novembre 1960

### Trama
- Guest star: Jean Allison (Francine), Anne Helm (Nell), Dennis Patrick (Nevada), Howard Negley (Marshal), Rodney Bell (L. L. Jones), Mastin Smith (King Ferris), Austin Green (Preacher)

## The Wade Place
- Prima televisiva: 28 novembre 1960

### Trama
- Guest star: Robert J. Wilke (Mike Ross), Vaughn Taylor (Seth Wade), William Henry (Harkins), Russell Thorson (Joe), Dodie Heath (Laura)

## Jeff Davis' Treasure
- Prima televisiva: 5 dicembre 1960

### Trama
- Guest star: John Dehner (Wade Cather), John McLiam (Henry Moore), Leo Gordon (Adam Kemper), Leonard P. Geer (Amos Byerly)

## The Bride and the Bandit
- Prima televisiva: 12 dicembre 1960

### Trama
- Guest star: Jan Clayton (Ellen Stevens), Dabbs Greer (Ben Wilson), Myron Healey (Tip Rollins), Ellen Corby (Kate Wiggam), Terry Frost (conducente della diligenza)

## Escort to Santa Fe
- Prima televisiva: 19 dicembre 1960

### Trama
- Guest star: Gregory Walcott (Kyle Gentry), Alex Montoya (Ortega), Linda Lawson (Kate Fallon), Stephen Chase (Marshal Charfee)

## Frightened Witness
- Prima televisiva: 26 dicembre 1960

### Trama
- Guest star: John Milford (Walt Corbin), Michael Burns (Billy Matson), Garry Walberg (Chris Matson), Penny Edwards (Jen Matson), Jason Johnson (sceriffo), Robert J. Stevenson (Les Watkins), Julian Burton (Shattuck), Keith Richards (Lee)

## The Border Renegade
- Prima televisiva: 2 gennaio 1961

### Trama
- Guest star: Ernest Sarracino (Felipe Borras), Elaine Davis (Carolyn Robbins), John Beradino (Virgil McCready), Alberto Morin (Manuel)

## Captain Scoville
- Prima televisiva: 9 gennaio 1961

### Trama
- Guest star: William Tannen (Keenan), John Craig (Murdock), Patricia Michon (Susan Kellogg), DeForest Kelley (Cole Scoville)

## The Has-Been
- Prima televisiva: 16 gennaio 1961

### Trama
- Guest star: Adam West (Steve Daco), J. Pat O'Malley (Cedric Manning), Charles Tannen (Roz Gilmore), Michael Keep (Lige), Marshall Reed (soldato), Hal Needham (Cardsharp)

## Town Against a Man
- Prima televisiva: 23 gennaio 1961

### Trama
- Guest star: Val Avery (Buddy Armstrong), Casey Tibbs (sceriffo Jim Hogan), Lurene Tuttle (Mady Armstrong)

## The Barefoot Bandit
- Prima televisiva: 30 gennaio 1961

### Trama
- Guest star: Tom Hennesy (Miller Sledge), John Marshall (Lisa Lindsey), Don C. Harvey (Al Wiley)

## The Hand That Shook the Hand
- Prima televisiva: 6 febbraio 1961

### Trama
- Guest star: Claude Akins (John L. Sullivan), Vito Scotti (Abber Dahber), I. Stanford Jolley (Perfessor), Thalmus Rasulala (Cook), Pat O'malley (dottore)

## That Washburn Girl
- Prima televisiva: 13 febbraio 1961

### Trama
- Guest star: Jack Nicholson (Tom Washburn), Mari Aldon (Nora Washburn), John Archer (Dean Chase), Anne Whitfield (Ruby Coe), Morris Ankrum (Jonas Coe), Gene Roth (Sam Hargrove)

## The Diamond Dude
- Prima televisiva: 27 febbraio 1961

### Trama
- Guest star: Robert Middleton (Bodie Seaton), James Millhollin (Leroy Finch), Grant Sullivan (Beam), Bill Hale (Neilsen)

## A Show from Silver Lode
- Prima televisiva: 6 marzo 1961

### Trama
- Guest star: Patrice Wymore (Pearl Harvey), Jerry O'Sullivan (Lou Kendall), John Lasell (Arthur Phillips), Thomas Browne Henry (Henry Dobson)

## Fraud
- Prima televisiva: 13 marzo 1961

### Trama
- Guest star: Earl Hansen (Marshal Saul Williams), Michael Whalen (Abel Boyce), Sue Ane Langdon (Jessica Brown), Steve Brodie (sindaco Lawson), Guy Stockwell (Guthrie)

## Stage from Yuma
- Prima televisiva: 20 marzo 1961

### Trama
- Guest star: Brad Dexter (Bud Pierce), Harry Harvey, Jr. (Lew Walter), Joan Evans (Kathy Davidson)

## Prince Jim
- Prima televisiva: 27 marzo 1961

### Trama
- Guest star: Norman Leavitt (Willy Zane), J. Pat O'Malley (Dan Mallory), Gina Gillespie (Carol Butler), Kristine Miller (Ruth Hudson)

## The Remittance Man
- Prima televisiva: 3 aprile 1961

### Trama
- Guest star: David Frankham (Noel Briggs), Yvonne Craig (Libby Gillette), William Mims (Dan Gillette), Ron Soble (Gabe Adams)

## The Jealous Man
- Prima televisiva: 10 aprile 1961

### Trama
- Guest star: Faith Domergue (Kitty Thorpe), Ed Nelson (Andy Thorpe), John Zaremba (Henry Thorpe)

## Something Pretty
- Prima televisiva: 17 aprile 1961

### Trama
- Guest star: Peter Whitney (Moose Gilliam), Margo Lorenz (Florrie Eaton), Dennis Moore (Marshal Buxton), James Seay (Banning), Leonard Nimoy (Coleman), William Giorgio (Ben)

## Lady Trouble
- Prima televisiva: 24 aprile 1961

### Trama
- Guest star: Josephine Hutchinson (Agatha Webster), Robert Armstrong (Jess Walden), Robert Richards (Britt Kobler), Barry Cahill (Stu Redmond)

## Moment of Glory
- Prima televisiva: 1º maggio 1961

### Trama
- Guest star: Bryan Russell (Pete Harris), Eddy Waller (nonno Bridger), Edith Evanson (nonna Bridger)

## The Lobo
- Prima televisiva: 8 maggio 1961

### Trama
- Guest star: Jim Davis (Sam Horne), Betsy Hale (Hi Walker), David Garcia (Bevoe Sawyer), Jeff Morris (Boyd Sawyer)

## Rifles for Red Hand
- Prima televisiva: 15 maggio 1961

### Trama
- Guest star: Ziva Rodann (Leah Harper), Harp McGuire (Matt Taylor), Carleton G. Young (capitano Rawlings), Edmund Hashim (Wing), Stanley Adams (Sam Tustin), J. Anthony Hughes (Pitt Simes)

## Gunman's Revenge
- Prima televisiva: 22 maggio 1961

### Trama
- Guest star: Harry Carey, Jr. (Pete Carter), Robert Foulk (sceriffo Nolan), Ollie O'Toole (Al Willey), Roy Wright (Nell Brand), Larrian Gillespie (Kathie), Jimmy Gaines (Burt), Jennie Lynn (Neil)

## The Repentant Outlaw
- Prima televisiva: 29 maggio 1961

### Trama
- Guest star: Edgar Buchanan (Doc Dawson), Lew Gallo (Maxey), Leonard Bell (sceriffo Wills), John Dennis (Red)

## A Quiet Little Town
- Prima televisiva: 5 giugno 1961

### Trama
- Guest star: John Dehner (Wade Cather), Shirley Ballard (Meg Prescott), William Henry (Dave Prescott), Stephen Courtleigh (Judd Sellers)

## Bitter Vengeance
- Prima televisiva: 12 giugno 1961

### Trama
- Guest star: Tom Gilson (Joe Snyder), Nina Shipman (Jean Martin), Lillian Bronson (Sarah Martin), Phyllis Coates (Ruby Martin), Richard Hale (Ben Martin), Edgar Dearing (Jake Snyder)

## John Jones
- Prima televisiva: 19 giugno 1961

### Trama
- Guest star: Justice Watson (John Jones), Donna Martell (Zita Lopez), Roy Barcroft (Clem), Warren Oates (Chuck)

## The Dowry
- Prima televisiva: 10 luglio 1961

### Trama
- Guest star: Lisa Gaye (Michelle Bovarde), Alan Napier (Bertram La Tour), Wynn Pearce (Roel La Tour), George Chandler (capitano Billy), Robert Anderson (constable Willets)